# SORD
SORD (англ. Sorbitol dehydrogenase) – білок, який кодується однойменним геном, розташованим у людей на короткому плечі 15-ї хромосоми. Довжина поліпептидного ланцюга білка становить 357 амінокислот, а молекулярна маса — 38 325.
| 10         |  | 20         |  | 30         |  | 40         |  | 50         |
| ---------- |  | ---------- |  | ---------- |  | ---------- |  | ---------- |
| MAAAAKPNNL |  | SLVVHGPGDL |  | RLENYPIPEP |  | GPNEVLLRMH |  | SVGICGSDVH |
| YWEYGRIGNF |  | IVKKPMVLGH |  | EASGTVEKVG |  | SSVKHLKPGD |  | RVAIEPGAPR |
| ENDEFCKMGR |  | YNLSPSIFFC |  | ATPPDDGNLC |  | RFYKHNAAFC |  | YKLPDNVTFE |
| EGALIEPLSV |  | GIHACRRGGV |  | TLGHKVLVCG |  | AGPIGMVTLL |  | VAKAMGAAQV |
| VVTDLSATRL |  | SKAKEIGADL |  | VLQISKESPQ |  | EIARKVEGQL |  | GCKPEVTIEC |
| TGAEASIQAG |  | IYATRSGGNL |  | VLVGLGSEMT |  | TVPLLHAAIR |  | EVDIKGVFRY |
| CNTWPVAISM |  | LASKSVNVKP |  | LVTHRFPLEK |  | ALEAFETFKK |  | GLGLKIMLKC |
| DPSDQNP    |  |            |  |            |  |            |  |            |

A: Аланін

C: Цистеїн

D: Аспарагінова кислота

E: Глутамінова кислота

F: Фенілаланін

G: Гліцин

H: Гістидин

I: Ізолейцин

K: Лізин

L: Лейцин

M: Метіонін

N: Аспарагін

P: Пролін

Q: Глутамін

R: Аргінін

S: Серин

T: Треонін

V: Валін

W: Триптофан

Кодований геном білок за функціями належить до оксидоредуктаз, фосфопротеїнів. 
Задіяний у таких біологічних процесах, як ацетилювання, альтернативний сплайсинг. 
Білок має сайт для зв'язування з НАД, іонами металів, іоном цинку. 
Локалізований у мембрані, мітохондрії, клітинних відростках, війках.